# Geithus
Geithus este o localitate din comuna Modum, provincia Buskerud, Norvegia.